# Biblioteca da FSP
A Biblioteca da FSP também conhecida como Centro de Informação e Referência em Saúde Pública (CIR)  é uma biblioteca universitária vinculada à Faculdade de Saúde Pública (FSP) da Universidade de São Paulo (USP), com acervo especializado nas áreas de Saúde Pública e Nutrição.
A Biblioteca da FSP integra a Agência de Bibliotecas e Coleções Digitais (ABCD) da USP e é aberta ao público em geral para pesquisas, uso do acervo e demais recursos oferecidos, com serviços específicos para a comunidade vinculada à USP. Tem como propósito promover o acesso, a produção e o uso de informações, apoiando práticas de ensino e de pesquisa.

## Histórico
A formação inicial do acervo da Biblioteca da FSP foi possível graças a um acordo, firmado em 1918, com a Fundação Rockefeller. Esse acordo visava à organização do Departamento de Higiene e seu Laboratório de Higiene, então vinculados à Faculdade de Medicina e Cirurgia de São Paulo. Nele, estava prevista a aquisição de equipamentos e recursos para a instituição em formação, o que incluía a coleção bibliográfica. Posteriormente, o Departamento de Higiene foi renomeado para Instituto de Higiene, e o acervo da biblioteca, que em 1924 já contava com mais de 4 mil volumes e estava organizado pelo sistema decimal de Dewey, passou a estar formalmente vinculado a essa nova denominação.
Em 1931, a biblioteca foi realocada para o novo edifício do então Instituto de Higiene, situado na Avenida Doutor Arnaldo e, até 1993, esse acervo ficava distribuído pelos departamentos do Instituto.  Ao longo dos anos, o acervo em formato físico e digital expandiu-se, e foram criados protocolos para sua aquisição, preservação e organização.
A crescente demanda do público propiciou a conquista de espaço físico e a biblioteca começou a ocupar salas em diferentes andares do prédio principal e da garagem da instituição, sendo que em 1997 passou a ter um prédio próprio.

## Acervo
O acervo da Biblioteca da FSP dispõe de mais de 382.000 itens representativos das áreas de Saúde Pública e Nutrição. Além dos livros, organizados conforme a Classificação Decimal de Dewey, o acervo é composto por teses e dissertações (físicas e digitais) defendidas na Faculdade de Saúde Pública, periódicos impressos e digitais, além de uma coleção de multimeios.
No acervo físico, destacam-se obras reunidas pelo entomólogo John Lane e doadas à biblioteca pelo professor Oswaldo Paulo Forattini, que passaram a ser organizadas como Coleção John Lane. Além disso, a biblioteca mantém o repositório de acesso aberto e-Coleções com material audiovisual e de apoio didático produzido por membros da Faculdade de Saúde Pública.

## Serviços
Dentre os principais serviços prestados aos inscritos na Biblioteca estão:
- empréstimo, renovação e reserva de itens do acervo;
- auxílio e capacitação para pesquisas, uso de fontes de informação e formatação de trabalhos acadêmicos;
- levantamento bibliográfico em bases de dados especializadas;
- participação em disciplinas da FSP;
- visitas guiadas e oficinas;
- elaboração de ficha catalográfica;
- empréstimo entre bibliotecas (EEB);
- obtenção de cópia de materiais de outras instituições (Comut);
- registro da produção intelectual da FSP.

## Publicações
A Biblioteca da FSP coordena a Editora Eletrônica da FSP, responsável pela publicação, em formato digital e aberto, de livros produzidos por ao menos um docente da Faculdade na função de autor, organizador, editor ou outra responsabilidade similar. Voltadas à comunidade científica, profissional e técnica-especializada, as obras são representativas de temas de interesse em Saúde pública e Nutrição.
Sobretudo na orientação quanto à normalização bibliográfica, a Biblioteca da FSP colabora com publicações periódicas da faculdade como a  Revista de Saúde Pública, lançada em 1967, a Revista Saúde e Sociedade,  a Revista Brasileira de Epidemiologia e a Revista de Direito Sanitário.

## Estrutura física
Em 1997, a biblioteca passou a funcionar em um novo edifício, construído para essa finalidade, atrás do prédio principal da Faculdade de Saúde Pública, seguindo seu alinhamento lateral.  Com financiamento da  Fundação Kellogg, o edifício que abriga a biblioteca foi projetado pelo escritório Paulo Bruna Arquitetos Associados. Já a infraestrutura de equipamentos e o mobiliário foram financiados pela FAPESP. Ocupando três andares num total de 1850 metros quadrados, as instalações da biblioteca comportam acervo, espaços para estudo individual e em grupo, computadores para uso comum e áreas de trabalho para a equipe.